# Hyalint brosk

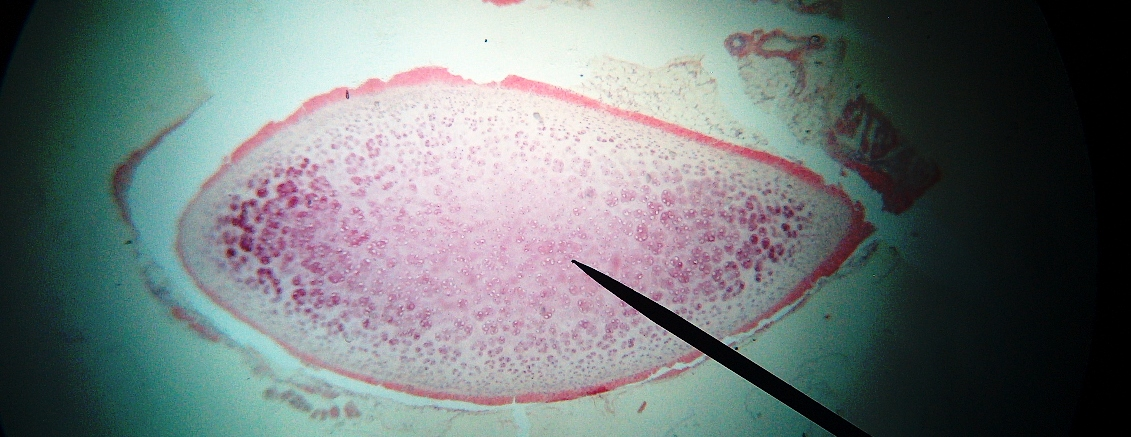

Hyalint brosk är den vanligaste typen av brosk och bekläder bland annat ledytorna. Det innehåller varken nerver eller blodkärl. Hyalint brosk verkar som glidyta i ledytor och fungerar stötdämpande. Det är viskoelastiskt och 80 procent av det hyalina brosket består av vatten. 
Hyalint brosk finns nästan på alla ledytor, synoviala leder som art. coxae och cubiti liksom i revben, luftstrupen, bronker och cart. thyroidea, cricoide och arythnoidea. Dessutom bildar hyalint brosk modeller för ben som bildas genom endokondral förbening samt i epifysplattan på långa ben som ännu växer på längden.
Liksom andra typer av bindväv består hyalint brosk av celler och extracellulärt matrix. Broskcellerna som kallas kondrocyter producerar och upprätthåller broskmatrixet. Eftersom brosk inte innehåller blodkärl är sammansättningen av broskmatrixet viktig eftersom det tillåter diffusion av syre och näringsämnen från blodkärlen i den omgivande bindväven samt diffusion av slaggprodukter som koldioxid från kondrocyterna till blodet.
Det extracellulära matrixet i hyalint brosk består av i huvudsak tre komponenter: kollagena fibrer, proteoglykaner och multiadhesiva glykoproteiner.
Kollagentypen kollagen II är den dominerande fibertypen i hyalint brosk. Jämfört med annan bindväv är den tätt packad.
Tre glykosaminglykaner (GAG:s) av funktion finns i hyalint brosk: kondroitinsulfat, keratansulfat och hyluronsyra. De två förstnämnda sitter länkade på kärnproteiner medan hyluronsran sitter på länkproteiner och bildar proteoglykanaggregat vilka är bundna till fibrer i extracellulärt matrix genom elektrostatiska interaktioner och multiadhesiva glykoproteiner.
De multiadhesiva glykoproteinerna bistår interaktion mellan molekylerna i matrix och kondrocyterna, till exempel binder fibronektin till integrinreceptorer på kondrocyternas yta. 
Med utantag för epifysplattan samt ledbrosk omges hyalint brosk av ett perikondrium, en kapsel av tät bindväv som innehåller fibroblaster som producerar komponenterna i perikondriums extracellulära matrix (bl.a. typ I kollagen) och har förmåga att under influens av transkriptionsfaktorn SOX-9 differentieras till broskmatrixproducerande kondroblaster. Då dessa nya broskceller har omgivits av nyproducerats broskmatrix kallas de för kondrocyter.